# Protula bispiralis
Espèce
Synonymes
- Protula magnifica Straughan, 1967[1]
- Protula (Philippiprotula) magnifica Straughan, 1967[1]
- Serpula (Spiramella) bispiralis Savigny, 1822[1]
- Serpula bispiralis Savigny, 1822[1]
- Spiramella bispiralis Savigny, 1822[1]

Protula bispiralis est une espèce de vers tubicoles marins polychètes de la famille des Serpulidae.

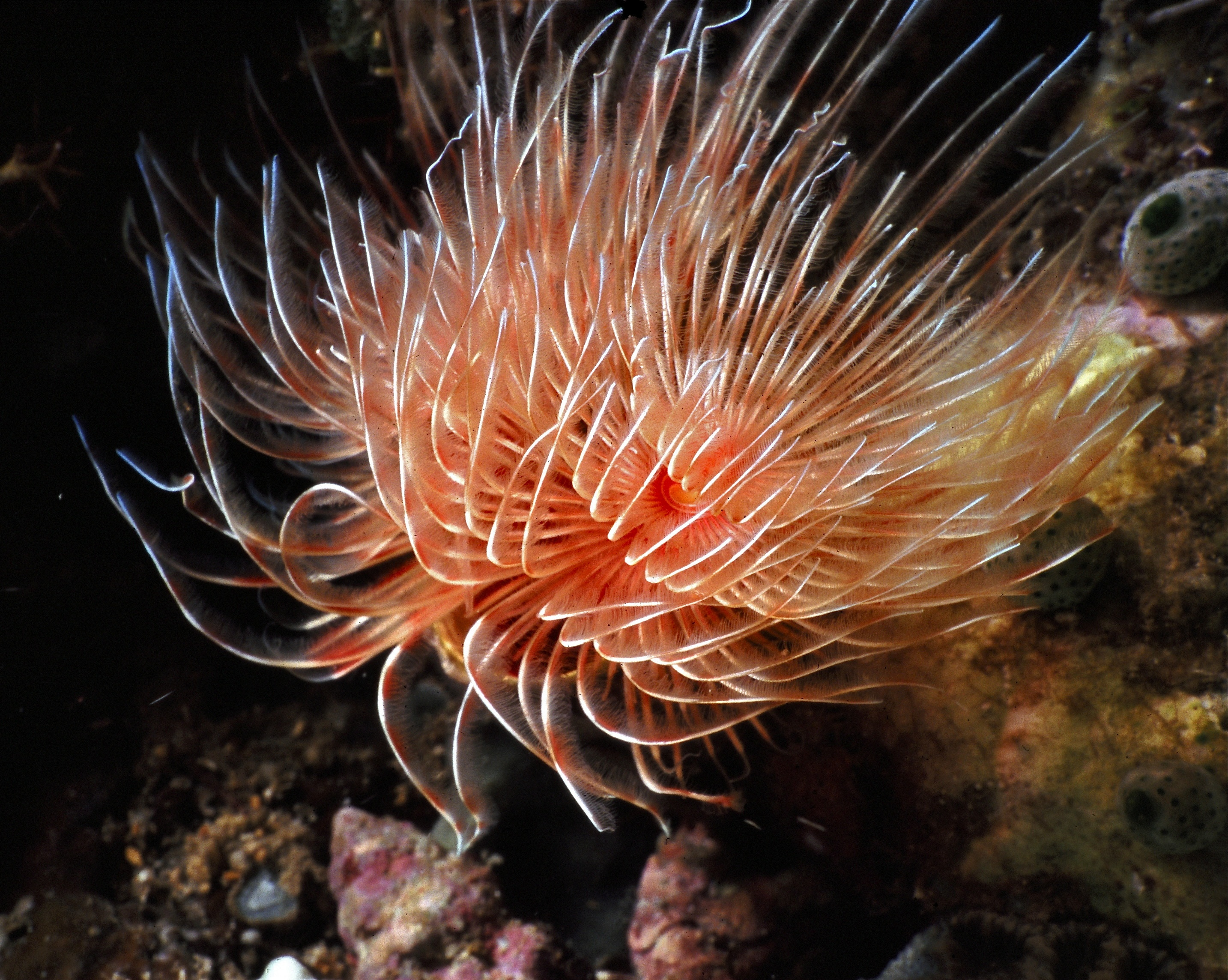
Protula bispiralis

## Habitat et répartition
Cette espèce est présente dans les eaux de l'océan Indien et notamment au large de la Nouvelle-Zélande.